# Brevilabus
Brevilabus là một chi nhện trong họ Lycosidae.